# Massaker von Açıkyol
Das Massaker von Açıkyol fand am 7. März 1987 im kurdischen Dorf Açıkyol (ursprünglicher Name: Haferi) im Landkreis Nusaybin in der Provinz Mardin statt. Täter waren Kämpfer der PKK, Opfer waren kurdische Dorfbewohner. Das Dorf hatte damals ca. 200 Einwohner. Es liegt ca. 15 km nördlich von Nusaybin nahe der syrischen Grenze.

## Ablauf
Am Abend des 7. März 1987 überfielen 25 bis 30 Kämpfer der ARGK – dabei handelt es sich um die damalige Bezeichnung des bewaffneten Arms der Arbeiterpartei Kurdistans (PKK) – um ca. 21.00 Uhr die Häuser zweier Familien im Dorf und eröffneten das Feuer. Dabei wurde der Tank eines Motorrades getroffen, das in Brand geriet. Der Brand griff auf das Haus über und die PKK-Kämpfer beschossen diejenigen, die in Panik das Haus verließen, mit automatischen Waffen. Das andere angegriffene Haus befand sich am Rande des Dorfes. Beim Überfall töteten die PKK-Kämpfer acht Personen, zwei Erwachsene und sechs Kinder. Nach Zählung der Dorfbewohner starben jedoch neun Personen, da die getötete Frau schwanger war. Von einigen Dorfbewohnern kam bewaffnete Gegenwehr. Zuvor hatten sich ca. 20 Dorfbewohner zum Fernsehen beim Dorf-Agha getroffen, von denen vier bewaffnet waren.
Nach dem Angriff zogen sich die PKK-Mitglieder über die syrische Grenze zurück, was zu diplomatischen Spannungen beider Staaten führte.

## Gründe
Anlass für den Angriff war der Umstand, dass die männlichen Familienmitglieder sich als Dorfwächter dem türkischen Staat verpflichtet hatten. Des Weiteren diente der Angriff dazu, den Namen der PKK in der Welt zu verbreiten. Nach Aussage des Dorf-Aghas gab es auch spezifische Gründe. Einige der Apocus (Anhänger Öcalans) seien Mitglied des verfeindeten Eşiret der Ömeryan gewesen und hätten die Gelegenheit für eine Abrechnung benutzt. Außerdem richtete sich der Kampf der PKK damals hauptsächlich gegen feudale kurdische Strukturen, die nach Ansicht der Partei dazu beitrugen, dass Kurdistan eine halbfeudale und halbkapitalistische Kolonie der Türkei sei.

## Täterschaft der PKK
In der Parteizeitung Serxwebûn bekannte sich die PKK zu der Hinrichtung. Man habe dort am 7. März 1987 „15 Milizionäre bestraft“. Weitere 10 seien verletzt worden.
Im Mai 1987 ergab sich ein PKK-Kämpfer, der ebenfalls berichtete, dass die Angriffe auf das Konto der PKK gingen. Wenige Monate später verübte die PKK das Massaker von Pınarcık in derselben Provinz mit 34 Opfern.

## Nachwirkung
Die Überfälle sorgten innerhalb der PKK für Kontroversen, die auf dem 4. Kongress der Partei 1990 offen zutage traten. Mit dem Mord an dem Widersacher Mehmet Şener entschied Abdullah Öcalan diesen Machtkampf für sich.
Es finden regelmäßig offizielle Gedenkfeiern in Açıkyol statt. Nahe dem Dorf wurden die Grabstätten der Opfer gemäß einer Verordnung des Innenministers im Jahr 2017 in einen Märtyrerfriedhof verwandelt.